# Familia disfuncional

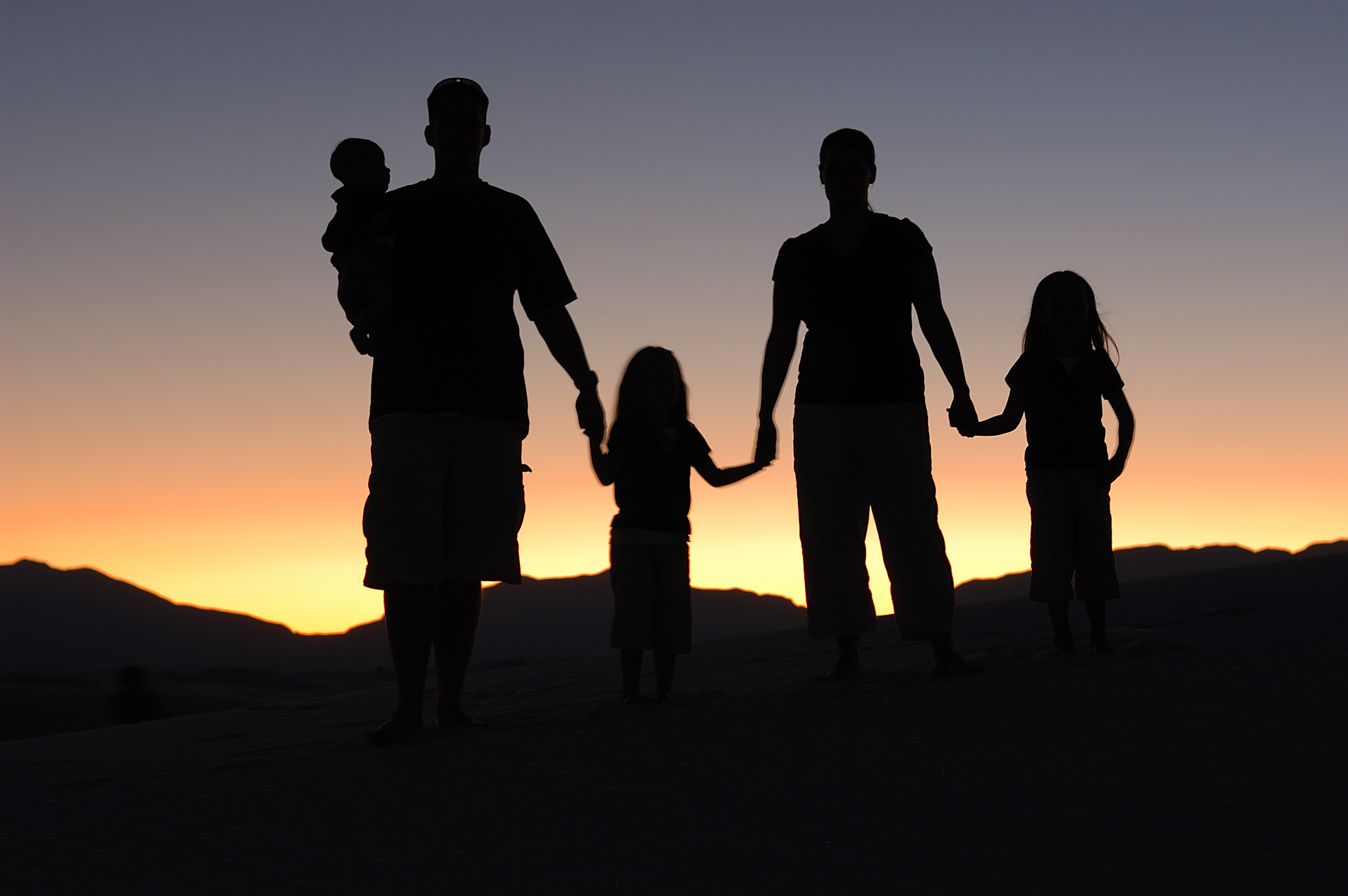
Lazos afectivos y conflictos un mismo espacio familiar.

Una familia disfuncional es una familia en la que los conflictos, la mala conducta, y a veces el abuso por parte de los miembros individuales se producen continua y regularmente, lo que lleva a otros miembros a acomodarse a tales acciones. A veces los niños crecen en tales familias con el entendimiento de que tal disposición es normal. Las familias disfuncionales son principalmente el resultado de adultos codependientes, y también pueden verse afectados por las adicciones, como el abuso de sustancias (alcohol, drogas, etc.). Otros orígenes son las enfermedades mentales no tratadas, y padres que emulan o intentan corregir excesivamente a sus propios padres disfuncionales. En algunos casos, un padre inmaduro permitirá que el padre dominante abuse de sus hijos.
Normalmente se produce por situaciones donde los padres están al borde de la separación y el divorcio. Si bien esto es cierto en algunos casos, a menudo el vínculo matrimonial es muy fuerte ya que las faltas de los padres en realidad se complementan entre sí. En resumen, no tienen otro lugar a dónde ir. Sin embargo, esto no significa necesariamente que la situación familiar es estable. Cualquier factor de estrés importante, como un traslado, el desempleo, una enfermedad, desastres naturales, la inflación, etc, puede causar que los conflictos existentes que afectan a los niños empeoren mucho.
Las familias disfuncionales no tienen ningún límite social, ni financiero, ni intelectual. Sin embargo, hasta décadas recientes, el concepto de una familia disfuncional no fue tomado en serio por los profesionales (terapeutas, trabajadores sociales, maestros, consejeros, clérigos, etc), especialmente entre las clases media y alta. Cualquier intervención habría sido vista como una violación de la santidad del matrimonio y un aumento en la probabilidad de divorcio (que era socialmente inaceptable en la época). Se esperaba que los niños obedecieran a sus padres (en última instancia, al padre), e hicieran frente a la situación solos, históricamente.
Una familia disfuncional no solo conlleva al divorcio o separación de los padres, sino que también ocasiona que los hijos abandonen su hogar a temprana edad en la que son vulnerables y muchas veces obligándolos a caer en el licor, drogas y delincuencia.

## Ejemplos de familia disfuncional
Miembros de una familia disfuncional tienen síntomas comunes y pautas de comportamiento como resultado de sus experiencias dentro de la estructura familiar. Esto tiende a reforzar el comportamiento disfuncional, ya sea a través de la habilitación o perpetuación. La unidad familiar puede verse afectada por una variedad de factores.

### Características comunes
Las siguientes características se presentan en las familias más disfuncionales:
- La falta de empatía, comprensión y epicidades de sensibilidad hacia ciertos miembros de la familia, mientras que, por otra parte, la expresión de empatía extrema hacia uno o más miembros de la familia (o incluso mascotas) que tienen "necesidades especiales" (reales o percibidas).
- Negación (la negativa a reconocer el comportamiento abusivo, también conocida como el "elefante en la habitación").
- Inadecuados o inexistentes límites para uno mismo (por ejemplo, tolerar el tratamiento inadecuado de los demás, fallar en expresar lo que es un tratamiento aceptable e inaceptable, tolerancia de abuso emocional, sexual, o físico).
- La falta de respeto de los límites de los otros (por ejemplo, deshacerse de objetos personales que pertenecen a otros, el contacto físico que no le gusta a otra persona, romper promesas importantes sin causa justificada, violar a propósito un límite que otra persona ha expresado).
- Extremos en conflicto (ya sea demasiada lucha o argumentación insuficiente entre los miembros de la familia).
- Desigualdad o trato injusto de uno o más miembros de la familia debido a su sexo, edad (por ejemplo, las personas mayores, niños), habilidades, raza, posición económica, etc. (puede incluir frecuente actitud de apaciguamiento de un miembro a expensas de otros, o una desigual aplicación de las normas).

Aunque no universales, los siguientes síntomas son típicos de las familias disfuncionales:
- Niveles anormalmente altos de celos u otros comportamientos controladores.
- Padres divorciados o separados en conflicto permanente, o padres que se deben separar, pero no lo hacen (en detrimento de sus hijos).
- Falta de tiempo compartido, sobre todo en actividades recreativas y eventos sociales ("Nunca hacemos nada como una familia").
- Anormal comportamiento sexual como el adulterio, la promiscuidad, o incesto.
- Los niños tienen miedo de hablar de lo que está sucediendo en el hogar (dentro o fuera de la familia), o tienen de otra manera miedo de sus padres.
- Miembros de la familia (incluyendo a los niños) que reniegan unos de los otros, y/o se niegan a ser vistos juntos en público (ya sea unilateral o bilateralmente).

### Ejemplos específicos
En muchos casos, lo siguiente podría causar que una familia sea disfuncional:
- Familias con padres más viejos o padres inmigrantes que no pueden hacer frente a los nuevos tiempos o a una cultura diferente.
- Uno de los padres del mismo sexo nunca intercede en las relaciones padre-hija/madre-hijo en nombre del niño.
- Los niños que no tienen contacto con la familia extendida de su madre o su padre debido a la discordia, el desacuerdo, los prejuicios, etc.
- Más allá de la mera discrepancia, un cisma intenso entre los miembros de la familia respecto a la religión y/o ideología (por ejemplo: los padres apoyan que su país esté en guerra, mientras que los niños no lo hacen).

## Crianza de los hijos

### Signos no saludables de crianza
Lista de los signos de crianza insalubre que podrían llevar a una familia a convertirse en disfuncional:
- Expectativas poco realistas.
- La ridiculización.[6]
- Amor condicional.[6]
- Falta de respeto,[6] especialmente el desprecio.
- Intolerancia emocional (miembros de la familia imposibilitados de expresar las "malas" emociones).[6]
- Disfunción social o aislamiento[6] (por ejemplo, los padres no quieren acercarse a otras familias, especialmente las que tienen hijos del mismo sexo y edad aproximada, o no hacen nada para ayudar a sus hijos que no tienen amigos).
- Discurso de ahogado (a los niños no se les permite cuestionar o estar en disidencia con la autoridad).[6]
- Negación de una "vida interior" (a los niños no se les permite desarrollar su propio sistema de valores).[6]
- Ser sobreprotector, o lo contrario.
- Preferir a un hijo sobre el otro (es decir, tener a un hijo "favorito", ignorando al otro).
- Ser apático "¡No me importa!"'.
- Menospreciar "¡¿No puedes hacer NADA bien?!".
- Vergüenza "¡Debería darte vergüenza!".
- Amargura (independientemente de lo que se diga, se dice con un tono amargo de la voz).
- Ser hipócrita "Haz lo que digo, no lo que hago".
- Ser implacable "¡Pedir perdón no ayuda nada!".
- Declaraciones de juicio o demonización "¡Eres un mentiroso!".
- Ya sea carencia de crítica, o crítica excesiva (los expertos dicen que un 80-90% de halagos y 10-20% de crítica constructiva es lo más saludable.[7][8][9])
- "Mensajes mixtos" por tener un doble sistema de valores (es decir, un juego para el mundo exterior, otro en privado, o la enseñanza de valores divergentes para cada niño).
- Padre ausente (rara vez disponible para sus hijos debido a la sobrecarga de trabajo, abuso de alcohol / drogas, el juego u otras adicciones).
- Proyectos, actividades, y promesas incumplidos que afectan a los niños "Vamos a hacerlo más adelante".
- Dar a un niño lo que por derecho pertenece al otro.
- Los prejuicios de género (trata a un género de los niños con justicia, y al otro injustamente).
- Debate y exposición a la sexualidad: ya sea con demasía, demasiado pronto, demasiado poco, o demasiado tarde.
- Disciplina defectuosa (es decir, el castigo por "sorpresa"), basada más en emociones o en políticas arbitrarias de familia que en reglas establecidas.
- Tener un estado emocional impredecible debido al abuso de sustancias, trastorno de personalidad, o estrés.
- Chivos expiatorios y triangulaciones (a sabiendas o imprudentemente culpar a un niño por las fechorías de otro).
- Un hermano mayor recibe ya sea excesiva o ninguna autoridad sobre sus hermanos menores con respecto a su diferencia de edad y el nivel de madurez.
- El "sabelotodo" (no tiene necesidad de obtener la versión de la historia del niño cuando acusa, o la necesidad de escuchar las opiniones del niño sobre las cuestiones que en gran medida le afectan).
- Regularmente forzar a los niños a realizar actividades para las que están calificados muy por encima o muy por debajo de lo necesario (por ejemplo, utilizando un niño del preescolar para cuidar a un niño típico de nueve años de edad, llevar a un niño de corta edad a los juegos de póker, etc.).
- Ser un avaro (del tipo egoísta, miserable) insatisfaciendo en su totalidad o de forma selectiva las necesidades de los niños (por ejemplo, el padre no va a comprar una bicicleta para su hijo porque quiere ahorrar dinero para la jubilación o "algo importante").
- Retención frecuente del consentimiento ("bendición") del padre para con el hijo, que quiere tomar parte en actividades comunes, legítimas y apropiados para la edad.
- Naturaleza frente a crianza (padres, a menudo no biológicos, culpan de problemas comunes a la herencia del niño, mientras que la tutela defectuosa puede ser la causa real).

### Estilos de crianza disfuncional
- De uso (padres destructivamente narcisistas que gobiernan mediante el miedo y el amor condicional).[10]
- De abusar (los padres que usan la violencia física o emocional, o abusan sexualmente de sus hijos).
- Perfeccionista (fijarse en el orden, el prestigio, el poder y/o las perfectas apariencias, evitando al mismo tiempo que sus hijos fallen en nada).
- Dogmático o de culto (disciplina inflexible y dura, con niños impedidos de, dentro de lo razonable, disentir, cuestionar la autoridad, o desarrollar su propio sistema de valores).
- Crianza de los hijos desigual (irse a los extremos con un niño mientras se continua haciendo caso omiso de las necesidades de otro).
- De privación (controlar o descuidar mediante retención de amor, apoyo, necesidades, simpatía, bendición, atención, estímulo, supervisión, o de alguna otra manera poner en riesgo el bienestar de sus hijos).
- De abandono (uno de los padres que voluntariamente se separa de sus hijos, no desea ningún otro contacto, y en algunos casos sin alternativa de localización, durante largos plazos, dejándolos como huérfanos).
- De apaciguamiento (padres de familia que recompensan el mal comportamiento - incluso a través de sus propias normas - e inevitablemente castigan el buen comportamiento de otro niño con el fin de mantener la paz y así evitar rabietas "Paz a cualquier precio").
- De manipulación de la lealtad (dando premios no ganados y atención lujosa tratando de garantizar un favorito, pero rebelde, hijo que será el más leal y de buen comportamiento, mientras que sutilmente haciendo caso omiso de los deseos y necesidades de sus niños actualmente más fieles).
- De "padres helicóptero" (los padres que micro-gestionan las vidas de sus hijos y/o las relaciones entre hermanos - sobre todo los conflictos de menor importancia).
- De "los impostores" (padres bien considerados en la comunidad, pueden estar involucrados en algunos trabajos de caridad o sin fines de lucro, que abusan o maltratan a uno o más de sus hijos).
- "Administrador de la imagen pública" (a veces relacionado con lo anterior, niños advertidos de no revelar las peleas, abusos o daños que ocurren en casa, o enfrentarán a una penitencia grave "No digas a nadie lo que pasa en esta familia").
- "No amigos permitidos" (los padres disuaden, prohíben, o interfieren en su niño para hacer amigos de la misma edad y género).
- "El padre paranoico" (un padre que tiene miedo persistente e irracional acompañado por la ira y las acusaciones falsas de que su hijo es para nada bueno u otros están conspirando daño).
- De inversión de roles (los padres que esperan que sus hijos menores de edad cuiden de ellos en su lugar).
- "No te incumbe" (niños a los que se les dice continuamente que el que su hermano o hermana esté causando problemas a menudo no es de su incumbencia).
- "El perro guardián" (un padre que ataca ciegamente a miembros de la familia que percibe como causantes del menor malestar de su estimado cónyuge, pareja o hijo).
- "Mi bebé para siempre" (madre que no le permite a uno o más de sus niños pequeños crecer y empezar a cuidar de sí mismos).
- "El/la porrista" (uno de los padres que "anima" al otro padre que abusa de su hijo)
- "A lo largo del paseo" (un padre reacio, ya sea de hecho, como un padrastro, adoptivo o de crianza temporal (p. ej. familia de acogida) que realmente no se preocupa por su hijo no-biológico, sino que deben coexistir en la misma casa por el bien de su cónyuge o pareja).
- "El político" (un padre que repetidamente hace o está de acuerdo con las promesas a los niños mientras que tiene poco o nada de la intención de mantenerlas).
- "Es tabú" (padres que rechazan cualquier pregunta que los hijos puedan tener acerca de la sexualidad, el embarazo, el romance, la pubertad, ciertas áreas de la anatomía humana, desnudez, etc.).
- De "el paciente identificado" (un niño, por lo general seleccionado por la madre, que se ve obligado a ir a la terapia, mientras que la disfunción general de la familia se mantiene oculta).
- De "el síndrome de Münchausen por poder" (una situación mucho más extrema que la anterior, donde el niño es intencionalmente puesto enfermo por un padre que busca atención de los médicos y otros profesionales).
- De "los niños como peones" - cuando un padre manipula a un niño para lograr algún resultado negativo en el otro padre, en lugar de comunicarse con el otro directamente. Esto puede llevarse a cabo a través de la manipulación verbal, chismes, o tratando de obtener información a través del niño, o causar que al niño no le guste el otro padre. No hay preocupación alguna por los efectos perjudiciales que tiene sobre los niños. Mientras que tal manipulación es a menudo frecuente en situaciones de custodia compartida (debido a la separación o el divorcio), también puede ocurrir en familias intactas, y se conoce como triangulación.

## Dinámica de las familias disfuncionales
- El miembro aislado de la familia (ya sea un padre o un hijo contra el resto de la familia de otro modo unidos).
- Padre versus padre (peleas frecuentes entre los adultos, casados, divorciados o separados, llevada sin atención a los niños).
- La familia polarizada (un padre y uno o más hijos a cada lado del conflicto).
- Los padres versus los niños (brecha generacional o disfunción choque cultural).
- La familia balcanizada (nombrado en referencia a la guerra triangular de los Balcanes, donde las alianzas iban y venían).
- Conflictividad en las relaciones entre hermanos.
- Tendencia a vinculaciones afectivas inseguras.
- Todos contra todos (una familia que lucha en un estilo todos contra todos, aunque puede llegar a ser polarizada cuando el rango de opciones posibles es limitado).

## Los niños en familias disfuncionales
A diferencia de divorcio, y en menor medida, la separación, a menudo no hay registro de que una familia "intacta" sea disfuncional. Como resultado, los amigos, familiares y maestros de estos niños pueden ser completamente inconscientes de la situación. Además, un niño puede ser injustamente acusado de la disfunción de la familia, y puesto bajo mayor estrés, incluso que de aquellos cuyos padres se separan.

### Los siete roles básicos
Los niños que crecen en una familia disfuncional se sabe suelen adoptar uno o más de estos siete roles básicos:
- El niño bueno (también conocido como el héroe): un niño que asume el papel de los padres.
- El chico problemático (también conocido como el chivo expiatorio): el niño que es culpado de la mayoría de los problemas y puede ser en parte responsable de la disfunción de la familia, a pesar de ser a menudo el único emocionalmente estable en la familia.
- El rebelde (contra la autoridad de los padres): es algo parecido al chico problemático, sin embargo, él o ella es como mínimo parte, si no todo, de la causa de la disfunción en la familia.
- El guardián: el que asume la responsabilidad del bienestar emocional de la familia.
- El niño perdido: el discreto, el callado, cuyas necesidades suelen ser ignoradas o estar escondidas.
- La mascota: utiliza la comedia para distraer la atención del sistema familiar cada vez más disfuncional.
- El cerebro: el oportunista que se aprovecha de las fallas de otros miembros de la familia con el fin de conseguir lo que quiere. A menudo el objeto de apaciguamiento de los adultos.

### Efectos sobre los niños
Los niños de familias disfuncionales, ya sea en el momento, o a medida que se hacen mayores, pueden:
- carecer de la capacidad de ser juguetón, o infantil, y puede "crecer demasiado rápido", por el contrario pueden crecer muy lentamente, o estar en un modo mixto (es decir, buen comportamiento, pero incapaz de cuidarse a sí mismos)
- tener moderados a graves problemas de salud mental, incluyendo una posible depresión, ansiedad, desarrollo de un trastorno de personalidad[12] y pensamientos suicidas
- volverse adictos al tabaco, el alcohol y / o drogas, en especial si los padres o amigos han hecho lo mismo
- rebelarse contra la autoridad de los padres, o por el contrario, mantener la familia en sus valores frente a la presión de los compañeros, o incluso tratar de tomar un imposible "término medio" que a nadie agrada
- pensar sólo en sí mismos para compensar las diferencias de su infancia (ya que todavía están aprendiendo el equilibrio de amor propio)
- intimidar a otros o ser una víctima fácil de la intimidación (a veces ambos en diferentes configuraciones)
- estar en negación sobre la gravedad de la situación de la familia
- tener sentimientos encontrados de amor-odio hacia ciertos miembros de la familia
- convertirse en un delincuente sexual, posiblemente incluyendo la pedofilia
- tener dificultad para formar relaciones saludables dentro de su grupo de pares (por lo general debido a la timidez o un trastorno de la personalidad)
- gastar una cantidad excesiva de tiempo en soledad viendo la televisión, jugando videojuegos, navegando por Internet, escuchando música, y otras actividades que carecen de interacción social en persona
- sentirse enojados, ansiosos, deprimidos aislados de los demás, o indignos de ser amados
- tener algún trastorno del lenguaje o la comunicación (relacionados con el abuso emocional)[13]
- desconfiar de los demás o incluso tener paranoia
- convertirse en un delincuente juvenil y girar a una vida de delincuencia (con o sin abandono de la escuela), y posiblemente convertirse en un miembro de banda, también
- tener dificultades académicas en la escuela o disminuir rendimiento escolar académico inesperadamente
- pobre autoestima, autoconcepto y autoimagen con dificultades para expresar emociones
- déficit en habilidades asertivas
- tener poca autodisciplina cuando los padres no están presentes, como el gasto compulsivo, postergando demasiado cerca a los plazos, etc. (no familiares y aparentemente laxas consecuencias en el "mundo real" frente a las consecuencias parentales familiares)
- encontrar un (frecuentemente abusivo) cónyuge o pareja a una edad temprana (especialmente mujeres), y/o huir de su casa
- quedar embarazada y/o un padre de hijos ilegítimos
- estar en riesgo de convertirse en pobres o sin hogar, incluso si la ya familia es rica o de clase media
- tener comportamientos autodestructivos o potencialmente autoperjudiciales
- vivir un estilo de vida solitario sin cónyuge, pareja, hijos o amigos
- entrar en una secta para encontrar la aceptación que nunca tuvieron en casa, o como mínimo, sostener distintas creencias filosóficas/religiosas que se le enseñaba
- esforzarse (como adultos jóvenes) para morar lejos de algunos o todos los miembros de la familia
- perpetuar los comportamientos disfuncionales en otras relaciones (sobre todo con sus propios hijos)

## Las familias disfuncionales en la cultura popular

### Cine y televisión
- En la serie tragi-cómica de Netflix Bojack Horseman, Bojack en su infancia y juventud vivía con una familia disfuncional, provocando que en la actualidad sea un ser un tanto problemático y depresivo pese a su fama.